# Водоспад Дюден
Дюден тур. Düden Şelalesi — водоспад на однойменній річці в Туреччині, притоці Середземного моря.
Існує два водоспади під цією назвою:
- Нижній Дюден за 15 км на південь від Анталії, в місці впадіння річки Дюден в Середземне море. Потоки води обриваються зі скелі заввишки 40 м прямо в море, утворюючи неповторний краєвид, що є однією з візитівок міста і провінції Анталії.
- Верхній Дюден розташований за 14 км вище гирла. Біля водоспаду багато зелені, а також розташовані низка ресторанів і кафе, завдяки чому водоспад є одним з улюблених місць відпочинку не тільки туристів, а й мешканців Анталії.